# 徳川家宣

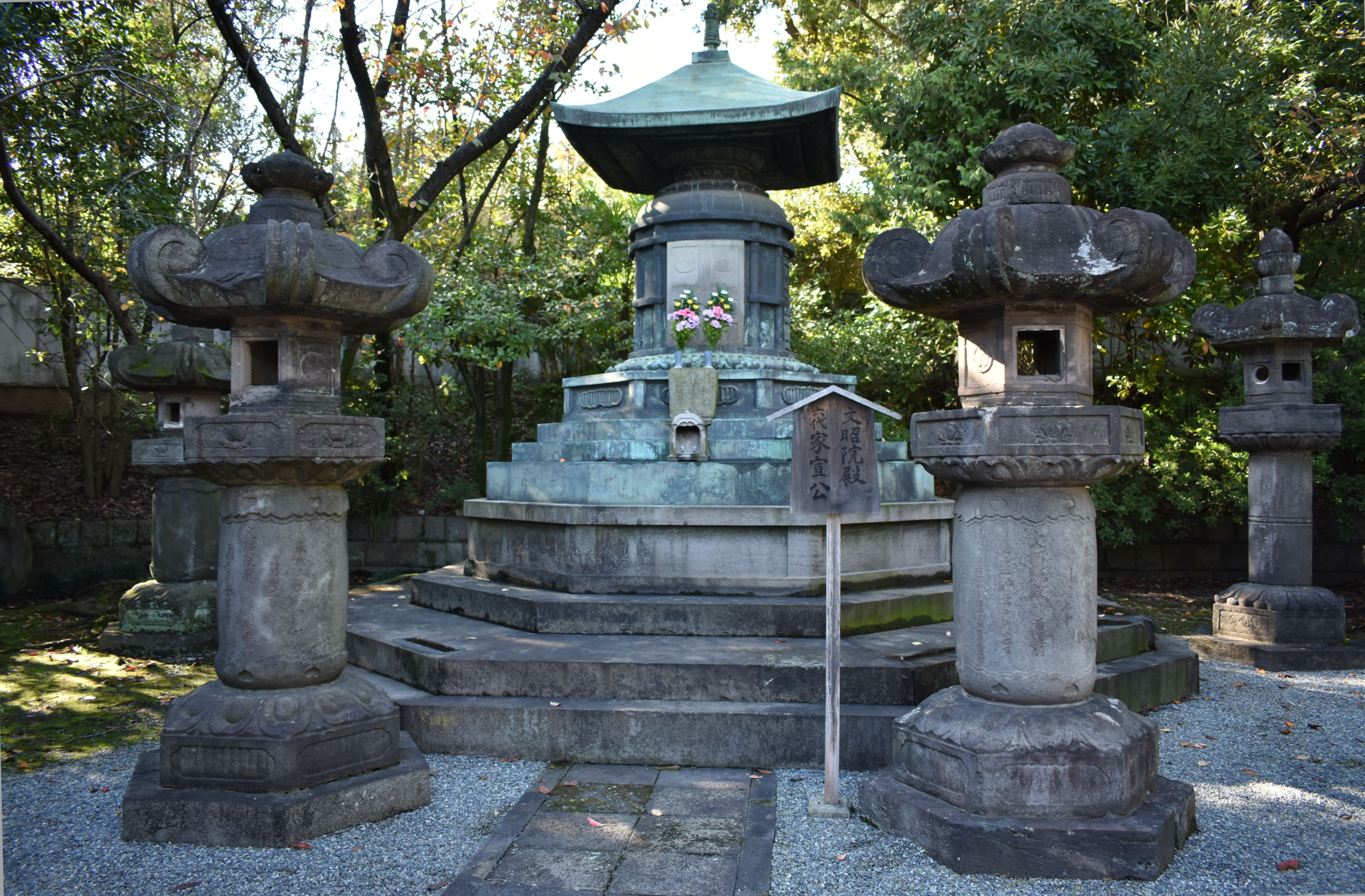
東京都港区芝公園の増上寺にある家宣、同夫人の宝塔（2019年11月4日撮影）

徳川 家宣（とくがわ いえのぶ）は、江戸幕府の第6代将軍（在職：宝永6年（1709年） - 正徳2年（1712年））である。初名は綱豊（つなとよ）。

## 生涯

### 出自・甲府藩主から将軍継嗣へ
寛文2年4月25日（1662年6月11日）、徳川綱重の長男として、江戸根津邸（現・東京都文京区根津）にて生まれる。母は田中時通の娘・保良子。
生母はもともと綱重の伯母で養母でもある千姫の乳母・松坂局の侍女であり、そういう関係から綱重の寵愛を得て妊娠したという。しかし、父が正室である二条光平の娘・隆崇院を娶る直前の19歳の時に生ませた庶長子であったことから、この出生は秘匿されて幼名を虎松と名付けられた後の家宣は、家臣・新見正信に預けられ、養子として新見 左近（しんみ さこん）と名乗った。生母はその後、同母弟なる清武を産んだ後、寛文4年（1664年）に28歳で死去している。
虎松が9歳のとき、正室との間に男子に恵まれなかった綱重の世嗣として呼び戻され、元服して伯父である4代将軍・徳川家綱の偏諱を受けて綱豊（つなとよ）と名乗った。延宝6年（1678年）10月25日に父・綱重が死去し、17歳で家督を継承し、祖母・順性院に育てられた。
延宝8年（1680年）、家綱が重態となった際には、家綱に男子がなかったことから綱重の弟である上野館林藩主・徳川綱吉とともに第5代将軍の有力候補であったが、堀田正俊が家光に血が近い綱吉を強力に推したため、綱豊の将軍就任はならなかった。
綱吉にも男子がおらず 、綱吉の娘婿の紀州藩主・徳川綱教という後継候補も存在したが、3代将軍・徳川家光の孫であることも重んじられて将軍世嗣に正式に定まり、「家宣」と改名して綱吉の養子となり江戸城西の丸に入ったのは宝永元年12月5日（1704年12月31日）、家宣が43歳の時だった。なお、綱豊の将軍後継に伴い甲府徳川家は廃家となり、家臣団も幕臣として編制されている。

### 将軍就任と死去

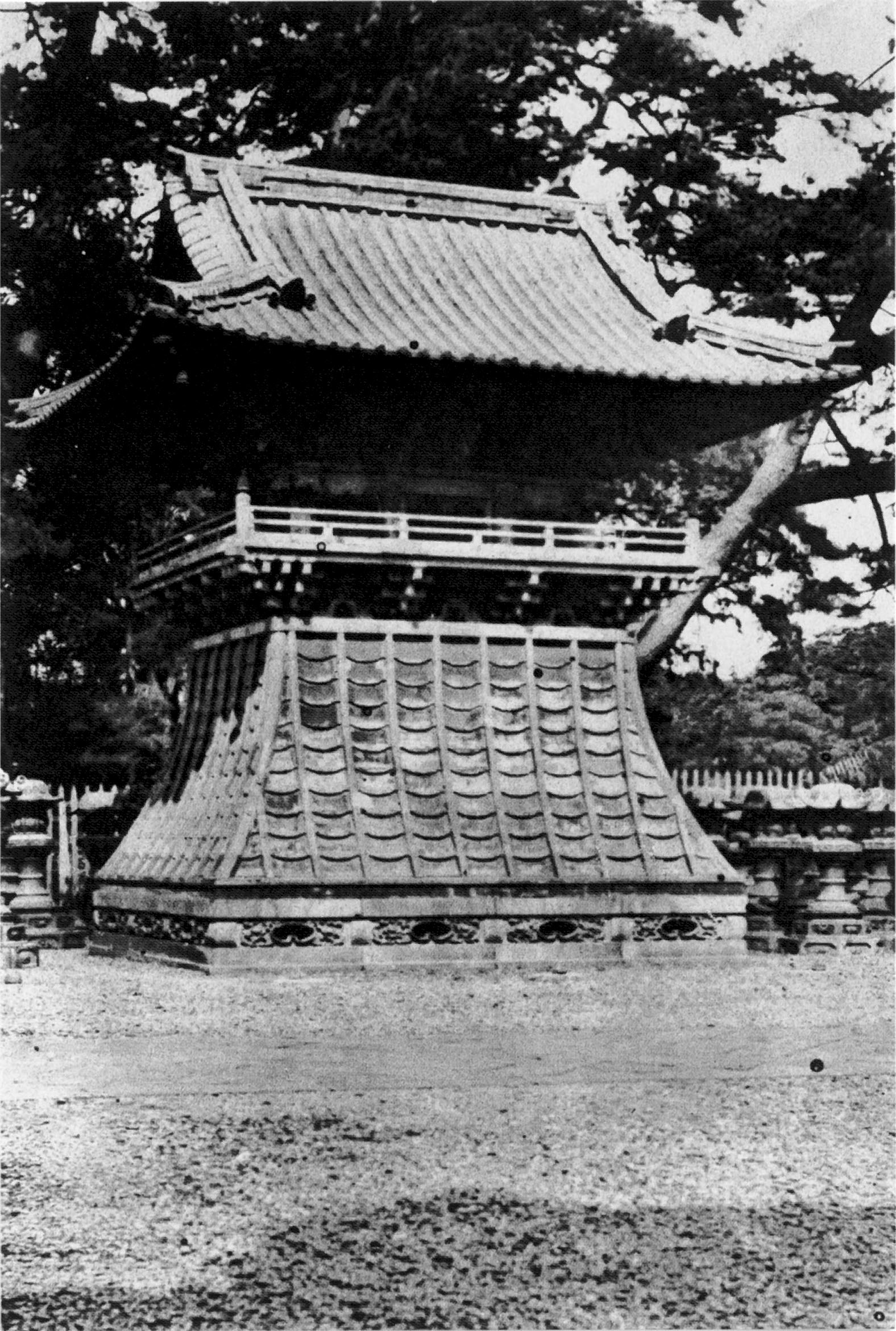
文昭院殿霊廟の鐘楼（旧国宝、1945年焼失前）

宝永6年（1709年）、綱吉が亡くなり、48歳で第6代将軍に就任すると、宝永通宝の流通と酒税、生類憐れみの令の一部を順次廃止した。さらに、柳沢吉保の辞職により側用人に間部詮房、学者として新井白石らを登用して、綱吉時代から始まった文治政治を推進し、琉球や李氏朝鮮との外交や宝永令の発布、新井白石による正徳金銀の発行などの財政改革を試みた。
しかし在職3年後の正徳2年10月14日（1712年11月12日）に死去。享年51（満50歳没）。家綱・綱吉と同様に家宣も後継者に恵まれず将軍職を継いだのは4男で3歳の家継で、政治は引き続き間部や新井白石らに依存した。
法名は文昭院殿順蓮社清譽廓然大居士。墓所は東京都港区の三縁山広度院増上寺。
6代将軍・徳川家宣と7代将軍・徳川家継の治世を併せて正徳の治（正徳の政治）と呼ぶ。

## 人物・逸話
綱吉の実子・徳松が早世すると、水戸藩主・徳川光圀から強く次期将軍に推挙されたといわれる。綱吉から養嗣子として迎えられて江戸城西の丸に入ったとき、あるいはまた、下心を持つ諸大名や旗本が賄賂に近い祝い品を持ってきたとき、家宣はこれらを全く受け取らなかったという。後に将軍になると人事を一新し、不正を厳しく取り締まった（加藤明英の項目など参照）。
綱吉との関係は良好なものではなかったという。綱吉は「生類憐れみの令」を厳守するよう遺言して世を去ったが、家宣は葬儀の2日前に綱吉の柩の前で側用人の柳沢吉保に対して「生類憐れみの禁令に触れ罪に落ちた者は数知れない。私は天下万民のためにあえて遺命に背くこととする」と言ったと伝わる（徳川実紀）。ただし新井白石の『折たく柴の記』に書かれた同じエピソードと日時が食い違う上、柳沢吉保の日記『楽只堂年録』には「（生類憐れみの令は）いずれも遵守して断絶なきようにせよ」と家宣が言ったとあり、事実かどうかは不明である。
新井白石から初代将軍・家康、曽祖父の2代将軍・秀忠、祖父の3代将軍・家光の事跡などを熱心に学んだといわれる。また慶長5年（1600年）から延宝8年（1680年）に至る80年間の諸大名家の家系図と略伝を10か月でまとめさせ、『藩翰譜』と題して常に手元に置いたという。将軍になると、新井の他に室鳩巣ら多くの学者を招聘し、人材の登用に尽力した。
慈悲深いことで知られた。『徳川実紀』は「仁慈の心あり」と評している。父・綱重から世子として呼び戻された綱豊には、甲府から家臣として新見正信・太田正成・島田時之らを付された。育ての親で養父であった新見に寄せる綱豊の信任は厚く、それを嫉妬した太田・島田らが幕府側に対して「左近は早世しており、新見が自らの子を左近として擁立した」と偽って讒訴した。これが事実無根と知れて両名が幕府から切腹を命じられると、綱豊の「一時とはいえ、自分のために仕えてくれた家臣を助けてほしい」という助命嘆願が功を奏して、両名は流罪に減刑された。
周囲から「鬼」と呼ばれて敵を多く作った新井白石を最期まで重用した。朝鮮通信使応接の際に白石が窮地に陥った際に、家宣は白石を助けている。家宣は白石との関係を「一体分身」と述べたという。家宣の有名な言葉に「才ある者は徳あらず、徳ある者は才あらず。真材誠に得難し」というものがある。この言葉は白石が荻原重秀と対立して弾劾した時に、白石に言い聞かせたと伝わる。すなわち「才能がある者は度量が無い。度量がある者は才能がない。本当に優秀な人材とはなかなか得られないものだ」という意味で、才能があっても度量が無い白石を家宣がたしなめた。綱吉時代の権勢を失った荻原だが、家宣に任用されてその死の直前まで仕えている。その荻原重秀を家宣は死の直前、新井白石の求めに応じて罷免した。
死の床にあった家宣は、側用人・間部詮房を通じて新井白石に将軍継嗣について相談した。家宣の下問は次の通り。
鍋松（家継）は幼く、古来幼主の時に世が平穏であったためしが少ない。また天下の事は私すべきものではない。東照宮（家康）が御三家を立てられたのはこのような時のためであるから、自分の後は尾張殿（徳川吉通）に将軍職を譲って鍋松が成人した折には尾張殿の心に任せた方が良いか。

あるいは鍋松が成人するまで尾張殿には西之丸で政治を執ってもらい不幸にして鍋松が死んだ場合には尾張殿に将軍家を継いでもらった方が良いか。—家宣
これに対し、白石は両案ともに反対、鍋松を継嗣として譜代の者がこれを補佐することを進言した。家宣もその案を受け入れ、間もなく息を引き取った。
『折たく柴の記』（新井白石）には、家宣の臨終に際しての記述がある。家宣には長年にわたり側近く仕えた水野某という人物がおり、没する直前に召し出された水野が思わず涙ぐんだので、家宣は「予想外の不覚者だな。人の死ぬのは当たり前ではないか」とたしなめたという。新井白石はこれについて「過ちを見て仁を知る」と言うが、こう仰せられたことは「誠に英主」であられると記録している。新井自身は家宣が死去した際「ただな（泣）きにな（泣）いた」とあり、江戸町民は「御中蔭（四十九日）の間は幼い子供らでさえ声高に物いうこともなかった」と述べている。
遺言には自ら尽くした宝永通宝の流通に触れ、金銀復古事業の継続を言い置いた点について、『徳川実紀』の編纂者の1人である成島司直は「百年の後の今、繰り返して拝読すると、ご自身のことを顧みず、天下後世の事をこれほどまでにお思いになったのは、大変ありがたいことで、感涙せきとどめがたい」と評している。また、家宣の仁慈による政治姿勢について、「寛平（宇多天皇の時代）の御遺磑」「中国の周の成王の顧命などがあったことは知っているが、武家の代となりて、かかる御遺命といふもの、いまだ聞き及ばぬ事にぞ」と、家宣が死の直前まで自らの後継者より、天下国家について遺言したその姿勢を称賛している。
死因は当時流行した感冒（インフルエンザ）とみられている。

## 根津神社の縁起
甲府藩の根津屋敷で出生したことから根津権現を産土神としており、胞衣塚や産湯の井戸が保存されている。綱吉の養嗣子として江戸城へ移る際に、藩邸跡を根津権現へ献納して社殿を造営した。宝永祭とは、正徳4年旧暦9月22日の大祭を指し、新たな社殿を築いた時期、家宣が綱吉の嗣子として江戸城に入った記念と考察される。
根津権現は家宣と家継の時期に将軍家から崇敬を受け、その例祭は天下祭の一つに数えられていた。

## 官歴
- 寛文10年7月9日（1670年8月24日）、松平虎松を称する。それ以前は新見左近と称する。
- 延宝4年12月12日（1677年1月15日）、従三位に叙し、左近衛権中将に任ず。同日元服。伯父である将軍・家綱の1字を賜り、綱豊と名乗る。
- 延宝6年10月25日（1678年12月8日）、甲斐国府中城主襲封
- 延宝8年8月18日（1680年9月10日）、参議に任ず。9月6日（10月28日）、正三位に昇叙。
- 元禄3年12月15日（1691年1月13日）、権中納言に昇進。
- 宝永元年12月5日（1704年12月31日）、将軍後継者となる。
- 宝永2年3月5日（1705年3月29日）、従二位権大納言に昇進。家宣と名を改める。
- 宝永6年5月1日（1709年6月8日）、正二位内大臣に昇進。右近衛大将を兼帯。併せて征夷大将軍・源氏長者宣下。
- 正徳2年10月14日（1712年1月15日）、死去。11月3日（12月1日）、贈正一位太政大臣。

## 系譜
- 近衛熙子（天英院）（寛文6年 - 寛保元年（1666年 - 1741年））：正室[18]
  - 長女・豊姫（延宝9年 - 天和元年（1681年））
  - 長男・夢月院（元禄12年（1699年））
  - 養女：政姫（元禄12年 - 宝永元年（1699年 - 1704年））：近衛家熙の娘
- お古牟の方（法心院）（天和2年 - 明和3年（1682年 - 1766年））：側室
  - 二男・家千代（宝永4年（1707年））
- お喜世の方（月光院）（貞享2年 - 宝暦2年（1685年 - 1752年））：側室
  - 四男・徳川家継（宝永6年 - 正徳6年（1709年 - 1716年））：7代将軍
- お須免の方（蓮浄院）（? - 安永元年（1772年））：側室
  - 三男・大五郎（宝永5年 - 7年（1708年 - 1710年））
  - 五男・虎吉（正徳元年（1711年））
- 斎宮（本光院）（? - 宝永7年（1710年））：側室
  - 子（流産）

## 家宣の容姿

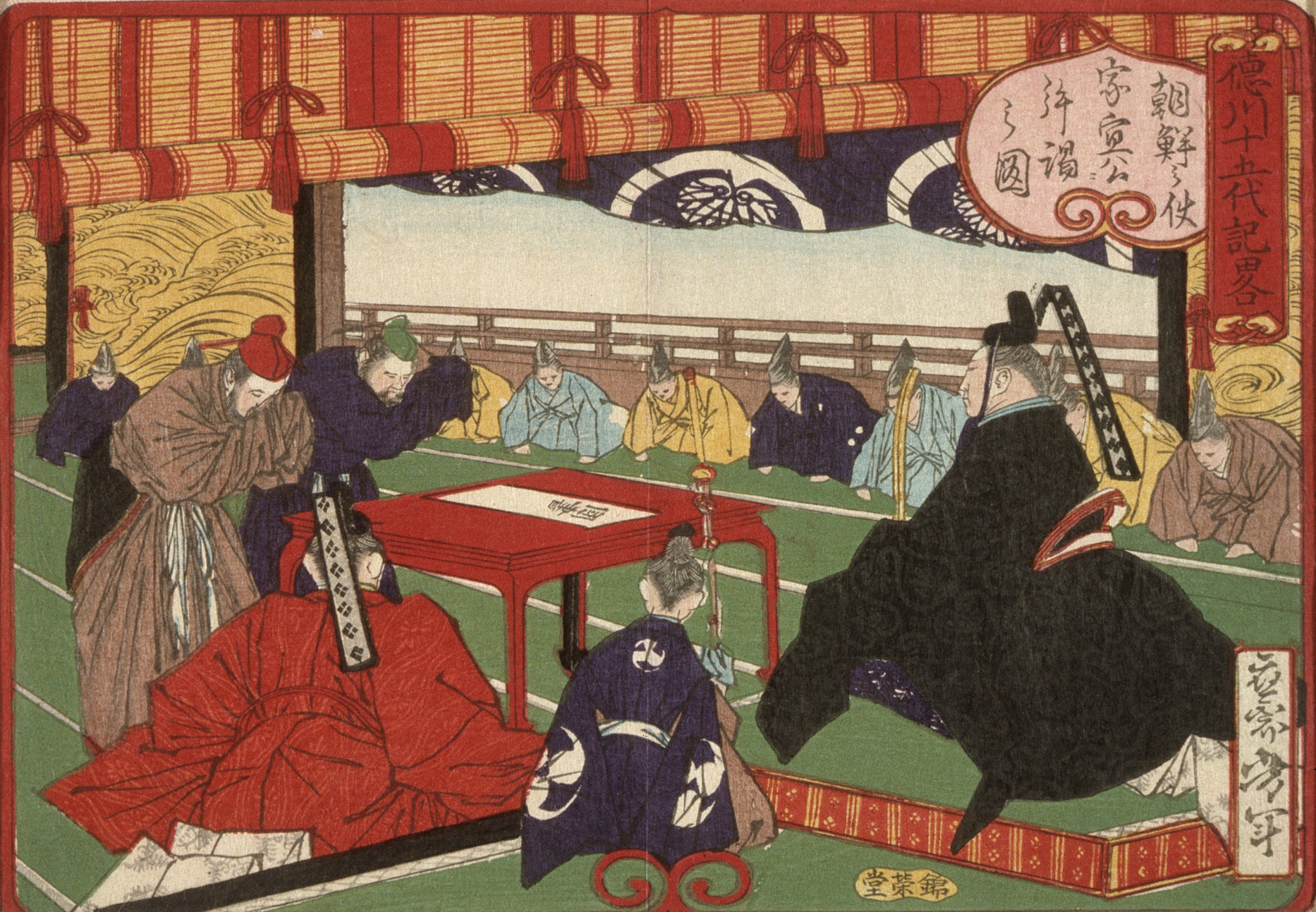
芳年 画「朝鮮の使家宣公拝謁の図」（浮世絵、ロサンゼルス・カウンティ美術館所蔵 LACMA M.84.31.331）

家宣の埋葬された増上寺で徳川将軍家の墓地が改葬された際に、これに立ち会い被葬者の遺骨の調査を担当した鈴木尚の著書『骨は語る 徳川将軍・大名家の人びと』によると、家宣は細面で鼻筋が通っていて穏やかな顔立ちをした美男であったといい、父・綱重とは猫背であったこと以外に似ている部分は非常に少なかったという。また、鈴木が中心となって編纂した『増上寺徳川将軍墓とその遺品・遺体』によれば、家宣の血液型は曽祖父の第2代将軍・秀忠および父・綱重と同じくO型であった。遺骨によると、家宣の身長は当時の日本人としては平均よりやや高い160.0センチメートルである。現在までに判明しているところでは、歴代将軍の中で最も高い。

## 偏諱を受けた人物
- 越智清宣（実弟、のちの松平清武）
- 細川宣紀
- 黒田宣政
- 松平宣富
- 松平宣維

## 関連作品
歌舞伎
- 元禄忠臣蔵 第5編『御浜御殿綱豊卿』 （真山青果作、1940年1月初演、甲府宰相綱豊として登場）

映画
- 元禄忠臣蔵（1941年・1942年、演：市川右太衛門、甲府宰相綱豊として登場）

テレビドラマ
- 大奥（関西テレビ、1968年、演：大村文武）
- 絵島生島（東京12チャンネル、1971年、演：北上弥太郎）
- 水戸黄門第3部（TBS、1971年、演：坂東京三郎、次期将軍・甲府宰相綱豊）
- 元禄太平記（NHK大河ドラマ、1975年、演：木村功）
- 峠の群像（NHK大河ドラマ、1982年、演：堀内正美）
- 大奥（関西テレビ、1983年、演：露口茂）
- 大忠臣蔵（テレビ東京、1989年、演：中村吉右衛門、甲府宰相綱豊として登場）
- ご存知!旗本退屈男III（テレビ朝日、1989年、演：夏夕介、甲府宰相綱豊として登場）
- ご存知!旗本退屈男V（テレビ朝日、1990年、演：西村和彦、同上）
- 八代将軍吉宗（NHK大河ドラマ、1995年、演：細川俊之）
- 水戸黄門第29部（TBS、2001年、演：花柳錦之輔、次期将軍・甲府宰相綱豊として登場）
- 大奥〜華の乱〜（フジテレビ、2005年、演：柴田善行）
- 水戸黄門第35部2時間スペシャル（TBS、2006年、演：岡本竜汰、次期将軍・甲府宰相綱豊）
- 忠臣蔵 瑤泉院の陰謀（テレビ東京、2007年、演：磯部勉）
- 徳川風雲録 八代将軍吉宗（テレビ東京、2008年、演：橋爪淳）
- 水戸黄門 スペシャル（TBS、2015年6月29日、永井大、次期将軍・甲府宰相綱豊）
- 忠臣蔵の恋〜四十八人目の忠臣〜（NHK、2017年、演 : 平山浩行）

漫画
- よしながふみ『大奥』（白泉社）

小説
- 浪人若さま新見左近（佐々木裕一・著　コスミック出版）新見左近を名乗り江戸にはびこる悪党を将軍家秘剣・葵一刀流で成敗する家宣の若き日を描く痛快活劇
- 新・浪人若さま新見左近（佐々木裕一・著　双葉社）世継ぎとして西ノ丸に入った若き日の家宣であったが、再び新見左近として市中に繰り出すようになる